# ستيف نيو
ستيف نيو (بالإنجليزية: Steve New)‏ هو عازف قيثارة بريطاني، ولد في 16 مايو 1960 في لندن في المملكة المتحدة، وتوفي بنفس المكان في 24 مايو 2010 بسبب سرطان.

## وصلات خارجية
- ستيف نيو على موقع ميوزك برينز (الإنجليزية)
- ستيف نيو على موقع ديسكوغز (الإنجليزية)